# Elaphidion rotundipenne
Elaphidion rotundipenne là một loài bọ cánh cứng trong họ Cerambycidae.